# Vernon (Connecticut)
Vernon es un pueblo ubicado en el condado de Tolland, Connecticut, Estados Unidos. Según el censo de 2020, tiene una población de 30,215 habitantes.

## Geografía
Vernon se encuentra ubicada en las coordenadas 41°50′13″N 72°27′38″O / 41.83694, -72.46056.

## Demografía
Según la Oficina del Censo en 2000 los ingresos medios por hogar en la localidad eran de $47,816, y los ingresos medios por familia eran $59,599. Los hombres tenían unos ingresos medios de $43,620 frente a los $31,515 para las mujeres. La renta per cápita para la localidad era de $25,150. Alrededor del 5.9% de la población estaban por debajo del umbral de pobreza.